# Свети Никола (Колицко)
Вижте пояснителната страница за други значения на Свети Никола.
„Свети Никола“ (на македонска литературна норма: „Свети Никола“) е възрожденска православна църква в село Колицко, северната част на Република Македония. Част е от Кумановско-Осоговската епархия на Македонската православна църква – Охридска архиепископия.
Църквата е разположена на километър северозападно от селото. Изградена е в 1872 година на основите на разрушен по-стар храм. Престолните икони са дело на Коста Кръстев.
Икони от църквата
- Икона на Свети Николай, втора половина на XIX век, дърво и темпера
- Икона на Свети Симеон Стълпник, втора половина на XIX век, дърво и темпера